# Víctor Rossel
Víctor Alonso Rossel Del Mar (Lima, 5 novembre 1985) è un calciatore peruviano, attaccante dell'Ayacucho.

## Carriera

### Nazionale
Esordisce l'8 febbraio 2011 contro Panamá (1-0).

## Palmarès

### Club

#### Competizioni nazionali
- Segunda División (Perù): 1

Sport Boys: 2009

### Individuale
- Capocannoniere del Campeonato Descentralizado: 1

2013 (21 gol, ex aequo con Raúl Ruidíaz)